# NGC 1812
NGC 1812 é uma galáxia espiral (Sa) localizada na direcção da constelação de Columba. Possui uma declinação de -29° 15' 06" e uma ascensão recta de 5 horas, 08 minutos e 52,8 segundos.
A galáxia NGC 1812 foi descoberta em 6 de Novembro de 1834 por John Herschel.